# Kaori Kawanaka
Kaori Kawanaka (japanska: 川中 香緒里), född 3 augusti 1991 i Kotoura, Japan, är en japansk bågskytt som tog OS-brons i lagtävlingen vid de olympiska bågskyttetävlingarna 2012 i London.